# Bürgermeisterpfennig

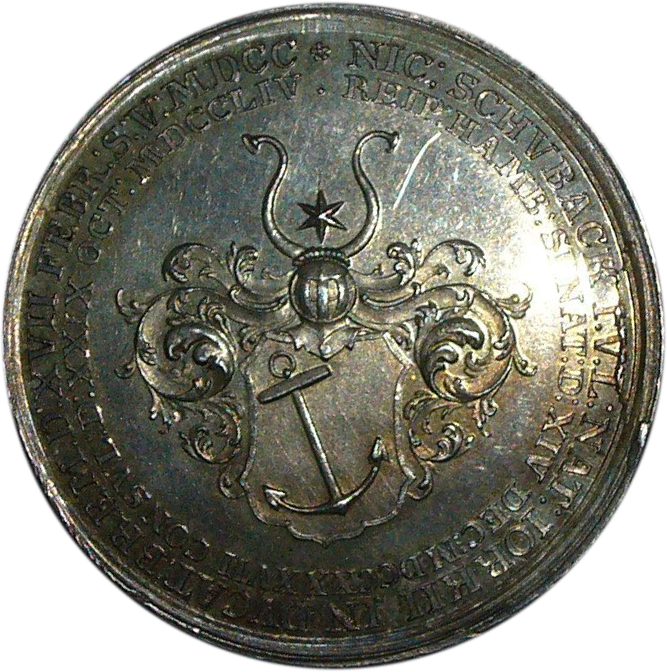
Bürgermeisterpfennig zu Ehren Nicolaus Schubacks († 28. Juli 1783) (Vorderseite)

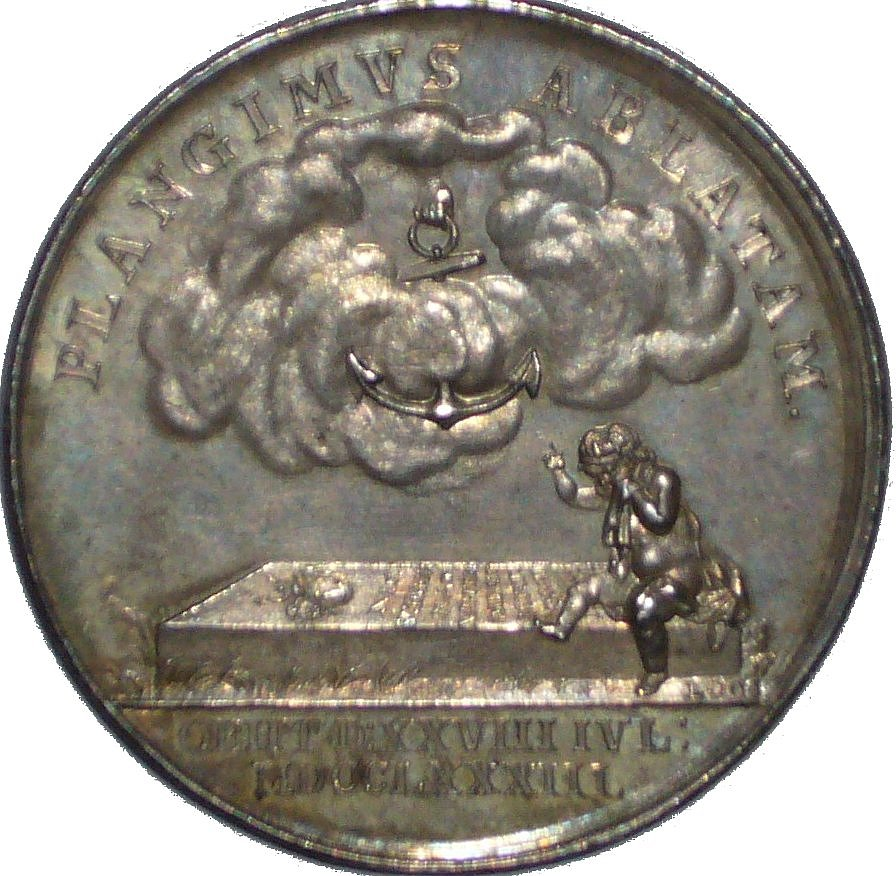
Bürgermeisterpfennig zu Ehren Nicolaus Schubacks († 28. Juli 1783) (Rückseite)

Ein Bürgermeisterpfennig ist eine kleine Silbermünze, die in Hamburg nach dem Tod eines Hamburger Bürgermeisters zum Anlass der Beisetzung entstand und mit dem Wappen sowie den Lebens- und Amtsdaten des verstorbenen Bürgermeisters versehen ist.

## Geschichte
Schon in älterer Zeit ist es in Hamburg Brauch gewesen, bei der Beerdigung eines Bürgermeisters kleine Geldmünzen im Wert eines damaligen Vierteltalers unter die Schüler, welche der Leiche voransangen, und vielleicht auch an die übrigen Personen des Leichenzuges zu verteilen. Die Familie des im Jahr 1676 verstorbenen Bürgermeisters Johann Schrött kam zuerst auf den Gedanken, eine eigene Münze zu diesem Zwecke prägen zu lassen. Bei den nächsten Gelegenheiten konnte man sich jedoch nicht entschließen, dem Beispiel zu folgen, sondern teilte wiederum Zwölfschillingsstücke aus. Erst 1697 beim Tod des Bürgermeisters Johann Schulte ließ die Familie desselben wieder einen eigenen Pfennig prägen. Danach wurde diese Tradition fortgesetzt. Anfänglich begnügte man sich, sie 1/2 Loth schwer, aus Talersilber, zu schlagen; in späteren Zeiten ließ man sie jedoch aus feinem Silber anfertigen und variierte das Gewicht, je nachdem, ob die Familie des Verstorbenen mehr oder weniger wohlhabend oder freigebig war. Mehrere Bürgermeisterpfennige sind zu wertvollen Medaillen angewachsen und es kommen einzelne Fälle vor, in denen gleichzeitig mehrere Gepräge von verschiedenem Gewicht und von verschiedener Größe hergestellt wurden. Die kleineren wurden z. B. an die Schüler, die größeren an Personen höheren Ranges verteilt. 
In neuerer Zeit kam man von den großen, feierlichen Leichenbegleitungen ab, daher fiel die Verteilung unter die Schüler und sonstige Folgende weg und man begnügte sich, die sogenannten Pfennige unter die Mitglieder des Hamburger Senats, die Oberalten und die Anverwandten und Freunde des Verstorbenen zu verteilen. Die Bürgermeister erhielten goldene Exemplare, die daher auch hin und wieder, wenngleich nur sehr selten, vorkommen. In der Regel enthalten sie das Familienwappen des Verstorbenen mit dessen Namen, Geburts-, Wahl- und Sterbedatum und auf der Rückseite Embleme oder Anspielungen auf den Charakter und die Verdienste desselben, in neueren Zeiten hat man auch häufig dessen Brustbild darauf angebracht.

## Liste von Bürgermeisterpfennigen
siehe auch: Liste der Hamburger Bürgermeister
| - 1676 Johann Schrötteringk - 1687 Dieterich Möller (Zwölfschillingstück) - 1697 Johann Schulte - 1697 Johann Diedrich Schaffshausen - 1702 Hieronymus Hartwig Möller - 1703 Julius Surland - 1704 Joachim Lemmermann - 1709 Peter von Lengerke - 1712 Paul Paulsen - 1716 Lucas von Bostel - 1717 Petrus Luetkens - 1720 Bernhard Matfeld - 1722 Ludwig Becceler - 1723 Gerhard Schröder - 1728 Hinrich Diederich Wiese - 1729 Hans Jacob Faber - 1732 Garlieb Sillem - 1739 Daniel Stockfleth - 1741 Johann Hermann Luis - 1742 Rütger Rulant - 1743 Johann Anderson - 1749 Nicolaus Stampeel - 1750 Clemens Samuel von Lipstorp - 1751 Martin Lucas Schele - 1751 Lucas von Spreckelsen - 1754 Conrad Widow | - 1765 Lucas Corthum - 1774 Martin Hieronymus Schele - 1778 Johannes Schlüter - 1780 Peter Greve - 1781 Vincent Rumpff - 1783 Nicolaus Schuback - 1784 Frans Doormann - 1786 Albert Schulte - 1788 Johann Luis - 1790 Johann Anderson - 1798 Martin Dorner - 1800 Jacob Albrecht von Sienen - 1801 Franz Anton Wagener - 1802 Peter Hinrich Widow - 1807 Johann Adolph Poppe - 1816 Daniel Lienau - 1820 Friedrich von Graffen - 1821 Christian Matthias Schröder - 1829 Johann Daniel Koch - 1831 Wilhelm Amsinck - 1834 Johann Arnold Heise - 1835 Martin Garlieb Sillem - 1835 Martin Hieronymus Schrötteringk - 1842 Amandus Augustus Abendroth - 1844 David Schlüter - 1851 Christian Daniel Benecke |